# Kostel svaté Markéty (Moravské Knínice)
Kostel svaté Markéty je římskokatolický chrám v obci Moravské Knínice v okrese Brno-venkov. Je chráněn jako kulturní památka České republiky. Je filiálním kostelem kuřimské farnosti.

## Historie
Kostel v Moravských Knínicích pochází zřejmě z doby kolem roku 1366, dochován je vrcholně gotický presbytář s křížovou klenbou, polygonálně ukončený. Loď byla původně plochostropá, k její jižní zdi byla zřejmě na přelomu 15. a 16. století přistavěna hranolová věž. Chrám byl roku 1681 upraven barokně, tehdy snad byla loď zaklenuta valenou klenbou. V roce 1866 došlo k romantizujícím úpravám, byla přestavěna věž a loď kostela byla prodloužena západním směrem.